# Berimbau

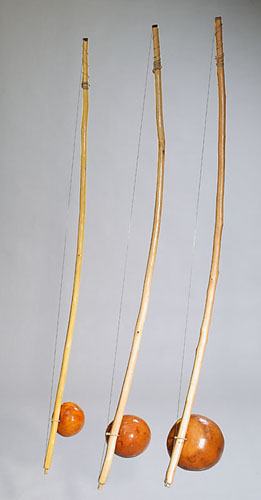
Tre stycken berimbau, med kalebasser av olika storlekar

Berimbau är ett brasilianskt stränginstrument med en enda sträng. Instrumentets ursprung är inte helt klart, men troligen kommer det ursprungligen från Afrika. Berimbau används flitigt i den brasilianska kampdansen capoeira. 
De tre olika klasserna av berimbaus kallas gunga, medio och viola. då är det gungan som är störst och violan minst.
En berimbau består av en träbåge, en stålsträng och en kalebass, som torkats och urholkats. Den som spelar för kalebassen från och emot magen och slår på strängen med en pinne.
strängen tas vanligen från ett bildäck. Man skär då upp däcket och använder de stålvajrar som används för att däcket ska hålla formen
I Sverige har berimbau bl.a. använts av folkmusikern och slagverkaren Tina Quartey (fd. Johansson) som spelat med Filarfolket, Ale Möller och Lena Willemarks Nordan-projekt och Mats Edén.

## Ljudexempel
Ljudexempel på en berimbau, utan annat ackompanjemang:  Toque de Angola, en av grundrytmnerna i capoeira med variationer. (ogg-format, 17 sekunder, 174KB).